# Ufficiale di macchina

Distintivo su tubolare per
2º Ufficiale di macchina
della Marina mercantile

Distintivo su tubolare per
3º Ufficiale di macchina
della Marina mercantile italiana

Quella di ufficiale di macchina (in lingua inglese: engine officer; engineer) è una qualifica professionale della sezione di macchina prevista e certificata dalla normativa internazionale di cui alla convenzione IMO STCW, sez. A - regola III/1 in vigore, per navi mercantili aventi apparato motore di propulsione principale con potenza pari o superiore a 750 kW.
Il certificato di abilitazione (detto anche certificato di competenza) alla qualifica di Ufficiale di macchina è comunemente detto "patentino" per distinguerlo da quello successivo di Primo ufficiale di macchina che, essendo di rango superiore, è invece detto "patente".

## Organizzazione gerarchica
L'organizzazione dello stato maggiore della sezione di macchina della nave, prevede una gerarchia che comprende (in ordine dal più alto al più basso):
- direttore di macchina
- direttore di macchina in 2ª (ove previsto)
- primo ufficiale di macchina
- secondo ufficiale di macchina
- terzo ufficiale di macchina
- allievo ufficiale di macchina.

## Titoli e certificati di addestramento
L'ufficiale di macchina assume la responsabilità di una guardia in macchina, a livello operativo, in un locale apparato motore presidiato o periodicamente non presidiato a bordo di navi aventi un apparato motore principale di qualsiasi potenza di propulsione.
Per conseguire il certificato di ufficiale di Macchina occorrono i seguenti requisiti:
- essere in possesso di un diploma di scuola secondaria di secondo ciclo dell'istituto tecnico indirizzo trasporti e logistica opzioni conduzione apparati e impianti marittimi, che fornisce le conoscenze di cui alla sezione A-III/1 del codice STCW, riconosciuto dal Ministero delle infrastrutture e dei trasporti;
- in alternativa al requisito di cui al punto precedente, essere in possesso di un titolo di studio conclusivo di un percorso di secondo ciclo, integrato dal previsto percorso formativo di macchina di cui alla sezione A-III/1 del codice STCW;
- avere effettuato 12 mesi di navigazione in attività di addestramento sui compiti e sulle mansioni dell'ufficiale di macchina di cui alla sezione A-III/1 del codice STCW a livello operativo, su navi con apparato motore principale pari o superiori a 750 kW,soggette alle disposizioni della Convenzione STCW. Tale addestramento è annotato sul libretto di addestramento dell'allievo ufficiale di macchina, e può essere sostituito da 36 mesi di navigazione, di cui almeno trenta mesi svolti in servizio di macchina su navi con apparato motore principale pari o superiore a 750 KW soggette alle disposizioni della Convenzione STCW;
- aver svolto durante i periodi di navigazione di cui al paragrafo precedente, almeno sei mesi in servizio di guardia in macchina sotto la supervisione del direttore di macchina, ovvero di un ufficiale di macchina dallo stesso delegato;
- aver frequentato, con esito favorevole, i corsi antincendio avanzato, engine resource management - leadership and teamwork, high voltages technology, a livello operativo, presso istituti, enti o società riconosciuti idonei dal Ministero delle infrastrutture e dei trasporti, ed essere in possesso del certificato di primo soccorso sanitario (first aid)[1][2] rilasciato e/o riconosciuto dal Ministero della salute;
- essere in possesso dell'attestato di addestramento di marittimo abilitato ai mezzi di salvataggio (MAMS) istituito dal Ministero delle infrastrutture e dei trasporti;
- aver sostenuto, con esito favorevole, un esame teorico pratico, dopo il completamento del periodo di navigazione sopra citati, sul possesso delle competenze e capacità di eseguire i compiti e le mansioni dell'ufficiale di macchina di cui alla sezione A-III/1 del codice STCW, a livello operativo.

## Sviluppi di carriera

### Terzo ufficiale di macchina
L'allievo ufficiale dopo avere conseguito il certificato di competenza IMO (comunemente detto "patentino") di "ufficiale di macchina", può, a discrezione della compagnia di navigazione, ottenere l'imbarco con la funzione di 3º ufficiale (primo scalino della scala gerarchica) o, molto più raramente, direttamente quello di 2º ufficiale (posizione intermedia).

### Secondo ufficiale di macchina
Il passaggio di funzione da 3º a 2º ufficiale avviene senza sostenere esami e dipende esclusivamente dalle scelte della compagnia, mentre i periodi di imbarco minimi per la promozione variano da società a società. Le mansioni affidate al terzo e al secondo ufficiale dipendono dalla politica aziendale. 
Per conseguire il titolo professionale IMO (detto "patente") di 1º ufficiale di macchina, diverso a seconda della potenza propulsiva sviluppata dall'apparato motore principale della nave, occorre il superamento di un ulteriore esame ed avere effettuato almeno 18 mesi di navigazione in qualità di 3º o 2º ufficiale, purché responsabile di una guardia in macchina, sia che si tratti di navi con apparato motore principale pari o superiore a 3000 kW, sia che si tratti di navi con apparato motore principale tra 750 e 3000 kW ma non cumulabili tra le due diverse tipologie.

## Nautica da diporto

### Ufficiale di macchina del diporto
L'ufficiale di macchina del diporto può essere imbarcato su navi da diporto anche adibite al noleggio aventi apparato motore principale con potenza di propulsione inferiore a 3000 Kw in qualità di ufficiale di macchina di rango inferiore al primo ufficiale, ovvero può essere imbarcato in qualità di direttore di macchina su navi o imbarcazioni da diporto anche adibite al noleggio con apparato motore principale con potenza di propulsione inferiore a 1500 Kw.
Per conseguire il certificato di ufficiale di navigazione del diporto occorrono i seguenti requisiti: 
- aver compiuto 18 anni di età;
- essere in possesso del diploma di scuola secondaria di secondo grado;
- aver completato un periodo di addestramento a bordo di 36 mesi di navigazione, comprensivo di almeno 24 mesi su navi e imbarcazioni da diporto adibite al noleggio con la qualifica di mozzo o allievo ufficiale di macchina del diporto ovvero aver conseguito il diploma di scuola secondaria di secondo grado con indirizzo di aspirante alla direzione di macchine di navi mercantili, di perito per gli apparati ed impianti marittimi e di tecnico del mare ed aver effettuato un periodo di addestramento a bordo di navi e imbarcazioni da diporto adibite al noleggio di almeno 12 mesi con la qualifica di giovanotto di macchina o allievo ufficiale di macchina del diporto. Tale periodo di addestramento deve essere effettuato sotto la supervisione del direttore di macchina o di chi ne fa le funzioni e deve essere riportato in un apposito libretto di addestramento approvato dal Ministero delle infrastrutture e dei trasporti;
- aver effettuato, con esito favorevole, i corsi antincendio di base, sopravvivenza e salvataggio, sicurezza personale e responsabilità sociali (PSSR), marittimo abilitato ai mezzi di salvataggio (MAMS) presso istituti, enti o società riconosciuti idonei dal Ministero delle infrastrutture e dei trasporti nonché il corso primo soccorso elementare secondo le disposizioni e i programmi stabiliti dal Ministero della salute;
- aver sostenuto, con esito favorevole, dopo il completamento del predetto addestramento, un esame teorico-pratico atto a dimostrare il possesso delle conoscenze e capacità di eseguire i compiti e le mansioni dell'ufficiale in servizio di guardia nel locale macchina di cui all'articolo 11 del decreto del Ministro dei trasporti e della navigazione 5 ottobre 2000 e successive modificazioni.

### Fonti normative internazionali
- Legge 21 novembre 1985, n. 739, in materia di "Adesione alla convenzione del 1978 sulle norme relative alla formazione della gente di mare, al rilascio dei brevetti ed alla guardia."
- Decreto del presidente della Repubblica 8 novembre 1991, n. 435, in materia di "Approvazione del regolamento per la sicurezza della navigazione e della vita umana in mare."
- Decreto legislativo 7 luglio 2011, n. 136, in materia di "Attuazione della direttiva 2008/106/CE concernente i requisiti minimi di formazione per la gente di mare."
- Decreto legislativo 12 maggio 2015, n. 71, in materia di "Attuazione della direttiva 2012/35/UE, che modifica la direttiva 2008/106/CE, concernente i requisiti minimi di formazione della gente di mare."

### Testi
- Serena Cantoni, Sali a bordo. Perché scegliere la carriera marittima Archiviato il 3 giugno 2016 in Internet Archive.. Ministero dei trasporti e della navigazione, Roma.